# 石渡嶺司
石渡 嶺司（いしわたり れいじ、1975年4月1日 - ）本名　石川航は、日本のライター。大学ジャーナリスト。

## 来歴
1975年、北海道出身。父は北海道新聞の記者をしていた。母は専業主婦であったが高校1年生の時に他界した。北嶺中学校・高等学校を経て、東洋大学社会学部を卒業。大学では鉄道研究会に所属していた。教育ジャーナリストの山内太地は、大学・学部・部活の後輩。
日用品の実演販売や編集プロダクション勤務を経て、2003年から大学や教育問題、就職活動などに評論を発表する。2008年までに国内の大学を300校余り見学した。
2013年に雑誌SPA!に『珍名学部』が掲載された。また2014年にはニコニコ動画で西村博之と対談したが、その支離滅裂な言動のために大炎上を巻き起こした。
2018年『Yahoo!ニュース 個人 オーサ―コメントアワード』を受賞。同年、『バイキング』（フジテレビ系）で日本大学フェニックス反則タックル問題を扱った際、専門家として連日出演した。
ネット記事では2017年に『短大氷河期サバイバル～青山学院女子短大募集停止でどうなる？』を、2023年に『女子大氷河期サバイバル～私立女子大65校の未来像をデータから検証』等の記事を執筆した。

## 著書
- 『学費と就職で選ぶ大学案内―パパ・ママ・ワタシも納得のお宝情報１３７校』（三五館）　ISBN　9784883202713
- 『15歳からの大学選び―「なりたい自分」になるための進路を決める！』（小学館）　ISBN　9784098375615
- 『15歳からの大学選び　トレンド業種志望編』（小学館）　ISBN　9784098375622
- 『最高学府はバカだらけ―全入時代の大学「崖っぷち」事情』（光文社新書）　ISBN　9784334034191
- 『就活のバカヤロー―企業・大学・学生が演じる茶番劇』（光文社新書）　ISBN　9784334034818
- 『転職は1億円損をする』（光文社新書）　ISBN　9784047101555
- 『進路図鑑2012』（光文社ペーパーバックス）　ISBN　9784334934590
- 『女子学生はなぜ就活で騙されるのか―志望企業全滅まっしぐらの罠』（朝日新書）　ISBN　9784022736406
- 『大学の学科図鑑 （改訂版）』（ＳＢクリエイティブ）　ISBN　9784815610128
- 『就活のワナ―あなたの魅力が伝わらない理由』（講談社新書）　ISBN　9784065226223
- 『キレイゴトぬきの就活論』（新潮新書）　ISBN　9784106107016
- 『就活のコノヤロー―ネット就活の限界。その先は？』（光文社新書）　ISBN　9784334037741
- 『教員採用のカラクリ―「高人気」職のドタバタ受験事情』（中公新書ラクレ）　ISBN　9784121504777
- 『バカ学生に誰がした？―進路指導教員のぶっちゃけ話』（中公新書ラクレ）　ISBN　9784121504548
- 『なぜ学生の９割は就活に疲れるのか―みんなの就活ヒサン日記』（主婦の友社）　ISBN　9784072861202